# Font de la Mansa
La Font de la Mansa de la Roca del Vallès es troba al Parc de la Serralada Litoral, la qual és una font molt ben arranjada, urbanitzada de forma senzilla i situada en un indret tranquil.

## Entorn
Les capçades de dos pins altíssims i diversos roures formen una espessa cúpula damunt de la font. A més, les falgueres d'aquest indret i el petit banc de pedra al costat de la font, i mirant barranc avall, arrodoneixen el pintoresquisme del paratge.

## Descripció
És un font en fornícula (tan habitual al Parc de la Serralada Litoral), coberta d'heura i de proporcions equilibrades. Està enclavada al bell mig del feréstec i pronunciat barranc del torrent de Can Company, on la humitat del torrent ha permès als arbres créixer a gust (n'hi ha dos que són inclosos en el Catàleg d'Arbres i Arbredes Monumentals de la Roca del Vallès: el Pi i el Roure de la Font de la Mansa).

## Accés
És ubicada a la Roca del Vallès: pujant pel GR del Meridià verd des de la Roca del Vallès, a 900 m passada la Roca Foradada de Can Planes. Un pal indicador a peu de pista indica l'accés a la font, a 200 metres. Coordenades: x=445132 y=4603723 z=279.